# Acaronia nassa
Acaronia nassa es una especie de peces de la familia Cichlidae en el orden Perciformes.

## Morfología
Los machos pueden llegar alcanzar los 15,4 cm de longitud total y son más gruesos que las  hembras.

## Reproducción
Tiene lugar durante la estación de las lluvias.

## Alimentación
Come gambas, larvas de insectos de Odonata , Coleoptera y Hemiptera y peces (ciprinodóntidos.

## Hábitat
Vive en zonas de clima tropical entre 25 °C-28 °C de temperatura.

## Distribución geográfica
Se encuentran en Sudamérica:  cuenca del río Amazonas en  Perú  ,  Brasil, Colombia y Bolivia ; río Negro, río Branco; cuenca del río Oyapock en la  Guayana Francesa y cuenca del río Esequibo en Guayana.

## Costumbres
Comparte su hábitat con Pterophyllum scalare, Heros efasciatus, Hypselecara temporalis y Mesonauta guyanae.